# Energizer

Logo firmy

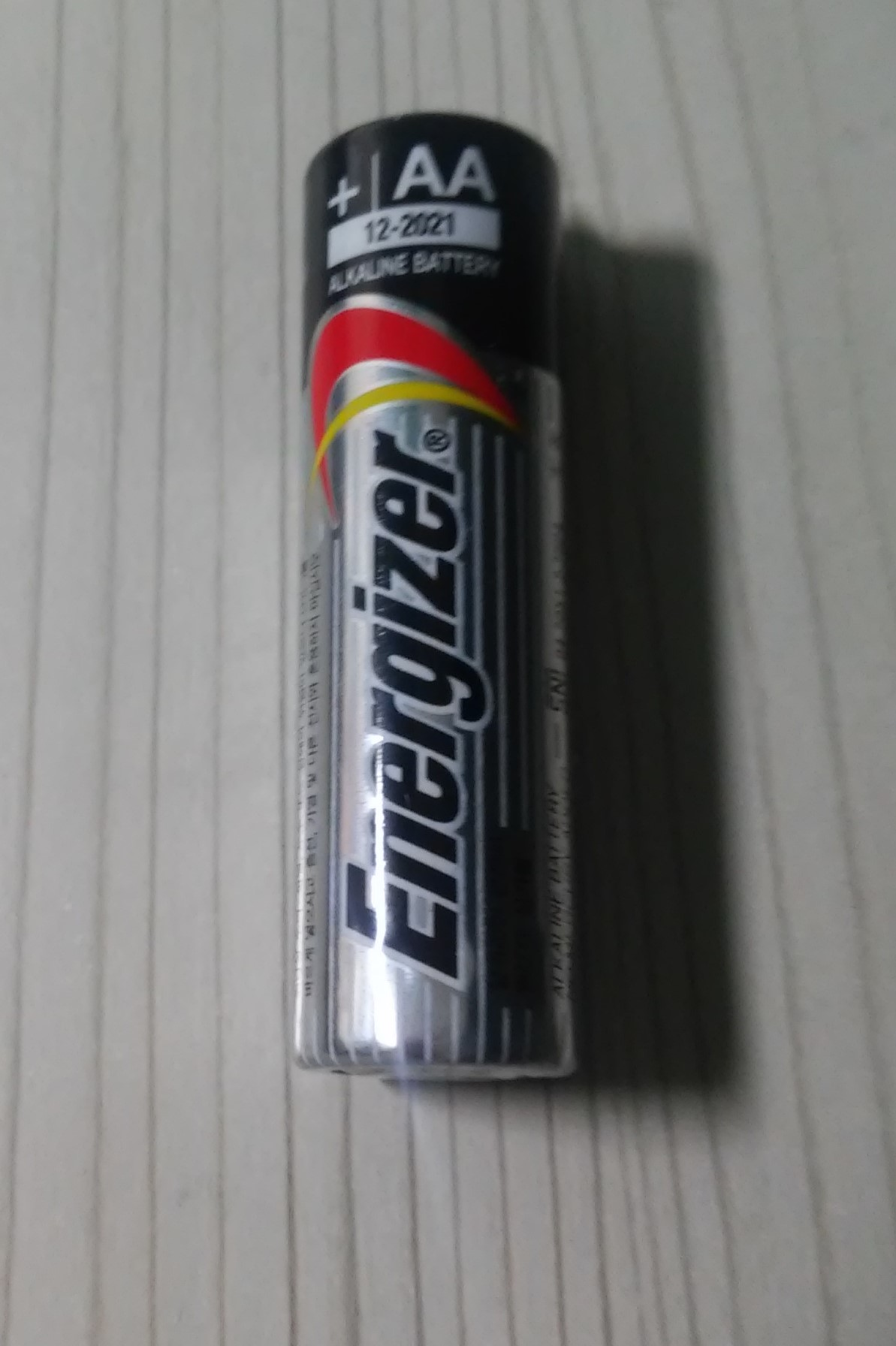
Bateria AA Energizer

Energizer Holdings, Inc. – przedsiębiorstwo produkujące baterie i akumulatory, spółka publiczna notowana na Giełdzie Nowojorskiej (NYSE): ENR (tzw. „Wall Street”).